# Climbing Hill (Iowa)
Climbing Hill es un lugar designado por el censo ubicado en el condado de Woodbury en el estado estadounidense de Iowa. En el Censo de 2010 tenía una población de 97 habitantes y una densidad poblacional de 29,24 personas por km².

## Geografía
Climbing Hill se encuentra ubicado en las coordenadas 42°20′22″N 96°4′52″O / 42.33944, -96.08111. Según la Oficina del Censo de los Estados Unidos, Climbing Hill tiene una superficie total de 3.32 km², de la cual 3.32 km² corresponden a tierra firme y (0%) 0 km² es agua.

## Demografía
Según el censo de 2010, había 97 personas residiendo en Climbing Hill. La densidad de población era de 29,24 hab./km². De los 97 habitantes, Climbing Hill estaba compuesto por el 97.94% blancos, el 0% eran afroamericanos, el 0% eran amerindios, el 0% eran asiáticos, el 0% eran isleños del Pacífico, el 0% eran de otras razas y el 2.06% pertenecían a dos o más razas. Del total de la población el 0% eran hispanos o latinos de cualquier raza.